# Loxandrus fulgens
Loxandrus fulgens är en skalbaggsart som beskrevs av Thomas Casey. Loxandrus fulgens ingår i släktet Loxandrus och familjen jordlöpare. Inga underarter finns listade i Catalogue of Life.